# Reno Wilson
Reno Wilson, all'anagrafe Roy Wilson (New York, 20 gennaio 1969), è un attore e doppiatore statunitense.

## Biografia
Wilson è apparso in una serie di programmi televisivi e film. Il suo primo ruolo televisivo era ne I Robinson, dove ha interpretato Howard durante le stagioni 5 e 6 della serie.
Tra le sue partecipazioni: Orlando nel film High Voltage del 2009, la sitcom della CBS Mike & Molly e Prison Break.

## Vita privata
Wilson è nato a Brooklyn, New York City. Attualmente vive a Los Angeles con la moglie e due figli.

## Filmografia parziale

### Attore

#### Cinema
- Sergente Bilko, regia di Jonathan Lynn (1996)
- La grande promessa (The Great White Hype), regia di Reginald Hudlin (1996)
- La spirale della vendetta (City of Industry), regia di John Irvin (1997)
- Il tocco del male (Fallen), regia di Gregory Hoblit (1998)
- Inchiesta ad alto rischio (Rough Draft), regia di Joshua Wallace (1998)
- Crank, regia di Mark Neveldine-Brian Taylor (2006)
- Crank: High Voltage regia di Mark Neveldine-Brian Taylor (2009)
- Kill Speed, regia di Kim Bass (2010)
- Tooken, regia di John Asher (2015)
- The Week, regia di Jon Gunn e John W. Mann (2015)
- Officer Downe, regia di Shawn Crahan (2016)
- Grand-Daddy Day Care, regia di Ron Oliver (2019)
- Bolden, regia di Daniel Pritzker (2019)
- Nato campione (Born a Champion), regia di Alex Ranarivelo (2021)

#### Televisione
- I Robinson - serie TV, 10 episodi (1988-1989)
- Martin - serie TV, 2 episodi (1993-1995)
- Willy, il principe di Bel-Air (The Fresh Prince of Bel-Air) - serie TV, episodio 4x26 (1994)
- Coach - serie TV, episodio 7x02 (1994)
- Chicago Sons - serie TV, 2 episodi (1997)
- Chicago Hope - serie TV, episodio 3x23 (1997)
- The Hoop Life - serie TV, 22 episodi (1999-2000)
- I viaggiatori (Sliders) - serie TV, episodio 5x06 (1999)
- G vs E - serie TV, episodio 1x03 (1999)
- FreakyLinks - serie TV, episodio 1x07 (2001)
- The Chronicle - serie TV, 22 episodi (2001-2002)
- Blind Justice - serie TV,  5 episodi (2005)
- Heist - serie TV, 6 episodi (2006)
- Lincoln Heights - Ritorno a casa (Lincoln Heights) - serie TV, episodio 1x07 (2007)
- Life - serie TV, episodio 1x01 (2007)
- Prison Break - serie TV, 2 episodi (2009)
- Scrubs - Medici ai primi ferri (Scrubs) - serie TV, episodio 9x11 (2010)
- Mike & Molly - serie TV, 127 episodi (2010-2016)
- Good Girls - serie TV, 50 episodi (2018-2021)
- Quarantine - serie TV, 2 episodi (2020)
- Bel-Air – serie TV, 5 episodi (2023)
- Attrazione fatale (Fatal Attraction) – serie TV, 8 episodi (2023)
- Dexter: Original Sin – serie TV (2024-2025)

#### Cortometraggi
- Buds, regia di Matthew A. Del Ruth (2012)
- The Courier, regia di Courtney G. Jones (2014)
- The Return, regia di Courtney G. Jones (2015)
- Tales from the Toilet, regia di Pete Novitch (2015)
- Isaac and Quincy, regia di Jamie Stanton e Liam Tate (2015)

### Doppiatore

#### Cinema
- Transformers, regia di Michael Bay (2007)
- Transformers - La vendetta del caduto (Transformers 2: Revenge of the Fallen), regia di Michael Bay (2009)
- Transformers 3 (Transformers 3: Dark of the moon), regia di Michael Bay (2011)
- Transformers 4 - L'era dell'estinzione (Transformers: Age of Extinction), regia di Michael Bay (2014)
- Transformers - L'ultimo cavaliere (Transformers: The Last Knight), regia di Michael Bay (2017)

#### Televisione
- American Dad! - serie animata, episodio 1x22 (2007)
- Friday (Friday: The Animated Series) - serie animata, 4 episodi (2007)

#### Videogiochi
- Fainaru fantajî XIII (2009)
- Naruto Shippûden: Ultimate Ninja Storm 2 (2010)
- Operation Flashpoint: Red River (2011)
- Fainaru fantajî XIII-2 (2011)
- Star Wars: The Old Republic (2011)
- Raitoningu ritânzu: Fainaru fantajî XIII (2013)

## Doppiatori italiani
Nelle versioni in italiano delle opere in cui ha recitato, Reno Wilson è stato doppiato da:
- Vladimiro Conti in Sergente Bilko
- Simone Mori ne Il tocco del male
- Alessandro Tiberi in The Chronicle
- Roberto Draghetti in Blind Justice
- Roberto Gammino in Crank
- Fabrizio Vidale in Prison Break
- Massimo Bitossi in Scrubs - Medici ai primi ferri
- Nanni Baldini in Mike & Molly
- Roberto Palermo in Good Girls
- Daniele Raffaeli in Nato campione
- Gabriele Donolato in Attrazione fatale
- Riccardo Scarafoni in Dexter: Original Sin

Come doppiatore è stato sostituito da:
- Simone Mori in Transformers 3, Transformers 4 - L'era dell'estinzione
- Davide Lepore in Transformers - La vendetta del caduto
- Nanni Baldini in Transformers - L'ultimo cavaliere